# Championnat de Colombie de football 1986
Navigation
Saison précédente Saison suivante
La saison 1986 du Championnat de Colombie de football est la trente-neuvième édition du championnat de première division professionnelle en Colombie. Les quatorze meilleures équipes du pays disputent le championnat qui se déroule en trois phases :
- le Tournoi Ouverture (Torneo José Eduardo Gnecco) voit les équipes réparties en deux poules de sept. Les deux premiers de chaque groupe se qualifient pour l'Octogonal
- lors du tournoi Clôture (Torneo Edmer Tamayo Marin), les équipes sont regroupées au sein d'une poule unique où elles s'affrontent deux fois, à domicile et à l'extérieur. Les quatre premiers du classement final se qualifient pour l'Octogonal, la phase finale nationale. À l'issue de cette phase, il n'y a ni promotion, ni relégation.
- l'Octogonal est la poule unique comportant les huit qualifiés qui s'affrontent à nouveau deux fois, à domicile et à l'extérieur. L'équipe terminant en tête est sacrée championne et se qualifie pour la prochaine édition de la Copa Libertadores en compagnie de son dauphin.

C'est le club de l'América de Cali, quadruple tenant du titre, qui remporte à nouveau la compétition, après avoir terminé en tête de l'Octogonal, devant l'autre club de la ville de Cali, le Deportivo et le CD Los Millonarios. C'est le sixième titre de champion de l'histoire du club, qui devient le premier à réussir une série de cinq titres consécutifs.

## Les clubs participants
| - Independiente Santa Fe - CD Los Millonarios - Deportes Tolima - Atlético Bucaramanga - Once Caldas - Independiente Medellin - Unión Magdalena | - Atlético Nacional - Deportivo Pereira - América de Cali - Cucuta Deportivo - Deportes Quindio - Deportivo Cali - Atlético Junior |

## Compétition
Le barème utilisé pour établir l'ensemble des classements est le suivant :
- Victoire : 2 points
- Match nul : 1 point
- Défaite : 0 point

### Tournoi Ouverture
Groupe A :
| Rang | Équipe                 | Pts | J  | G | N | P | Bp | Bc | Diff |
| ---- | ---------------------- | --- | -- | - | - | - | -- | -- | ---- |
| 1    | Independiente Medellín | 18  | 14 | 7 | 4 | 3 | 18 | 11 | +7   |
| 2    | CD Los Millonarios     | 17  | 14 | 6 | 5 | 3 | 25 | 13 | +12  |
| 3    | Deportes Quindío       | 17  | 14 | 6 | 5 | 3 | 21 | 11 | +10  |
| 4    | Deportivo Cali         | 13  | 14 | 5 | 3 | 6 | 14 | 17 | -3   |
| 5    | Unión Magdalena        | 13  | 14 | 5 | 3 | 6 | 13 | 21 | -8   |
| 6    | Once Caldas            | 12  | 14 | 3 | 6 | 5 | 13 | 14 | -1   |
| 7    | Atlético Bucaramanga   | 10  | 14 | 2 | 6 | 6 | 12 | 22 | -10  |

Groupe B :
| Rang | Équipe                 | Pts | J  | G | N | P  | Bp | Bc | Diff |
| ---- | ---------------------- | --- | -- | - | - | -- | -- | -- | ---- |
| 1    | Atlético Junior        | 19  | 14 | 6 | 7 | 1  | 25 | 14 | +11  |
| 2    | América de CaliT       | 18  | 14 | 7 | 4 | 3  | 28 | 14 | +14  |
| 3    | Cúcuta Deportivo       | 15  | 14 | 4 | 7 | 3  | 13 | 14 | -1   |
| 4    | Atlético Nacional      | 14  | 14 | 5 | 4 | 5  | 14 | 13 | +1   |
| 5    | Independiente Santa Fe | 14  | 14 | 4 | 6 | 4  | 13 | 13 | 0    |
| 6    | Deportivo Pereira      | 14  | 14 | 4 | 6 | 4  | 16 | 19 | -3   |
| 7    | Deportes Tolima        | 2   | 14 | 0 | 2 | 12 | 7  | 32 | -25  |

Barrage de bonus :
Les premiers de groupe s'affrontent pour la répartition des bonus lors de l'Octogonal. Le gagnant reçoit un point, le perdant 0.75 point. Les deuxièmes de groupe en font de même avec un demi-point pour le vainqueur et 0.25 point pour le vaincu.
| Équipe 1           | Résultat | Équipe 2               |
| ------------------ | -------- | ---------------------- |
| Atlético Junior    | 2 - 2    | Independiente Medellin |
| CD Los Millonarios | 3 - 2    | América de Cali        |

### Tournoi Clôture
| Rang | Équipe                 | Pts | J  | G  | N  | P  | Bp | Bc | Diff |
| ---- | ---------------------- | --- | -- | -- | -- | -- | -- | -- | ---- |
| 1    | CD Los Millonarios     | 34  | 26 | 12 | 10 | 4  | 37 | 20 | +17  |
| 2    | América de CaliT       | 33  | 26 | 13 | 7  | 6  | 41 | 25 | +16  |
| 3    | Independiente Medellín | 32  | 26 | 11 | 10 | 5  | 33 | 20 | +13  |
| 4    | Deportivo Cali         | 31  | 26 | 12 | 7  | 7  | 34 | 25 | +9   |
| 5    | Atlético Nacional      | 31  | 26 | 8  | 15 | 3  | 25 | 17 | +8   |
| 6    | Once Caldas            | 30  | 26 | 10 | 10 | 6  | 37 | 26 | +11  |
| 7    | Deportes Quindío       | 29  | 26 | 8  | 13 | 5  | 35 | 27 | +8   |
| 8    | Independiente Santa Fe | 27  | 26 | 10 | 7  | 9  | 24 | 24 | 0    |
| 9    | Unión Magdalena        | 26  | 26 | 11 | 4  | 11 | 29 | 38 | -9   |
| 10   | Atlético Junior        | 26  | 26 | 9  | 8  | 9  | 25 | 28 | -3   |
| 11   | Atlético Bucaramanga   | 25  | 26 | 7  | 11 | 8  | 32 | 36 | -4   |
| 12   | Deportes Tolima        | 19  | 26 | 8  | 3  | 15 | 23 | 33 | -10  |
| 13   | Cúcuta Deportivo       | 13  | 26 | 2  | 9  | 15 | 15 | 34 | -19  |
| 14   | Deportivo Pereira      | 8   | 26 | 1  | 6  | 19 | 14 | 51 | -37  |

|  | Qualification pour l'Octogonal acquise depuis le tournoi Ouverture |
|  | Qualification pour l'Octogonal par le biais du classement          |

- Les quatre premiers du classement obtiennent respectivement 1, 0.75, 0.5 et 0.25 point de bonus.

### Octogonal
| Rang | Équipe                 | Pts   | J  | G  | N | P | Bp | Bc | Diff |
| ---- | ---------------------- | ----- | -- | -- | - | - | -- | -- | ---- |
| 1    | América de CaliT       | 22    | 14 | 9  | 3 | 2 | 24 | 12 | +12  |
| 2    | Deportivo Cali         | 20.25 | 14 | 10 | 0 | 4 | 25 | 14 | +11  |
| 3    | CD Los Millonarios     | 17.50 | 14 | 7  | 2 | 5 | 16 | 13 | +3   |
| 4    | Atlético Junior        | 16    | 14 | 6  | 3 | 5 | 16 | 15 | +1   |
| 5    | Independiente Medellín | 12.25 | 14 | 3  | 5 | 6 | 11 | 19 | -8   |
| 6    | Atlético Nacional      | 10    | 14 | 3  | 4 | 7 | 12 | 15 | -3   |
| 7    | Deportes Quindío       | 10    | 14 | 3  | 4 | 7 | 10 | 15 | -5   |
| 8    | Once Caldas            | 9     | 14 | 3  | 3 | 8 | 18 | 29 | -11  |

|  | Qualification pour la Copa Libertadores 1987 |

## Bilan de la saison
| Championnat de Colombie de football 1986 |                            |
| Champion                                 | América de Cali (6e titre) |
| Qualifications continentales             |                            |
| Copa Libertadores 1987                   | América de Cali            |
| Copa Libertadores 1987                   | Deportivo Cali             |
| Promotions et relégations                |                            |
| Promus en Primera A                      | Aucun                      |
| Relégués en Primera B                    | Aucun                      |